# فرهاد (نیشابور)
فرهاد روستایی از توابع بخش مرکزی شهرستان نیشابور واقع در استان خراسان‌ رضوی است.
فرهاد روستایی در دهستان ریوند، بخش مرکزی شهرستان نیشابور که در ۱۰ کیلومتری جنوب این شهر واقع شده‌است.
طبق سرشماری سال ۱۳۳۲ این روستا ۱۳۲ سکنه دارا بوده‌است ولی اکنون خالی از سکنه می‌باشد. در جوار آن روستاهای آهنگران و نوکاریز و ملکنده و شفیع آباد واقع شده‌است. ضمناً زمین‌هایی در اطراف این روستا بنام سیاووش وجود دارد. این روستا دارای چاه عمیق می‌باشد و در گذشته دارای مدرسه هم بوده‌است. در زمین‌های کشاورزی آن محصولاتی مثل جو، پسته، زعفران، ذرت، هندوانه و آلو کشت می‌شود. همچنین، زیست‌بوم حیواناتی مانند عقاب، روباه و موش صحرایی نیز می‌باشد.

## در تاریخ
تاسیس این روستا را به فرهاد اول اشکانی نسبت می دهند. همچنین آمده است که در زمان محمد بن طاهر، آخرین امیر حکومت نیمه‌مستقل طاهری، طبرستان به وسیلهٔ حسن بن زید علوی از دست طاهریان خارج شد و یعقوب لیث به نیشابور حمله کرد. دربارهٔ انتقال قدرت از محمد بن طاهر به یعقوب لیث گفته شده که چون یعقوب به فرهادان (روستای فرهاد امروزی) در سه منزلی نیشابور رسید، محمد برایش پیام فرستاد که اگر چنانچه ادعای امارت دارد، باید فرمان امیرالمؤمنین - خلیفه بغداد-با منشور امارت و لوا را دریافت کرده باشد، یعقوب درپاسخ شمشیرش را از نیام کشیده به فرستاده محمد بن طاهر نشان داد و گفت «حجت و لوای من اینست.»

## نگارخانه

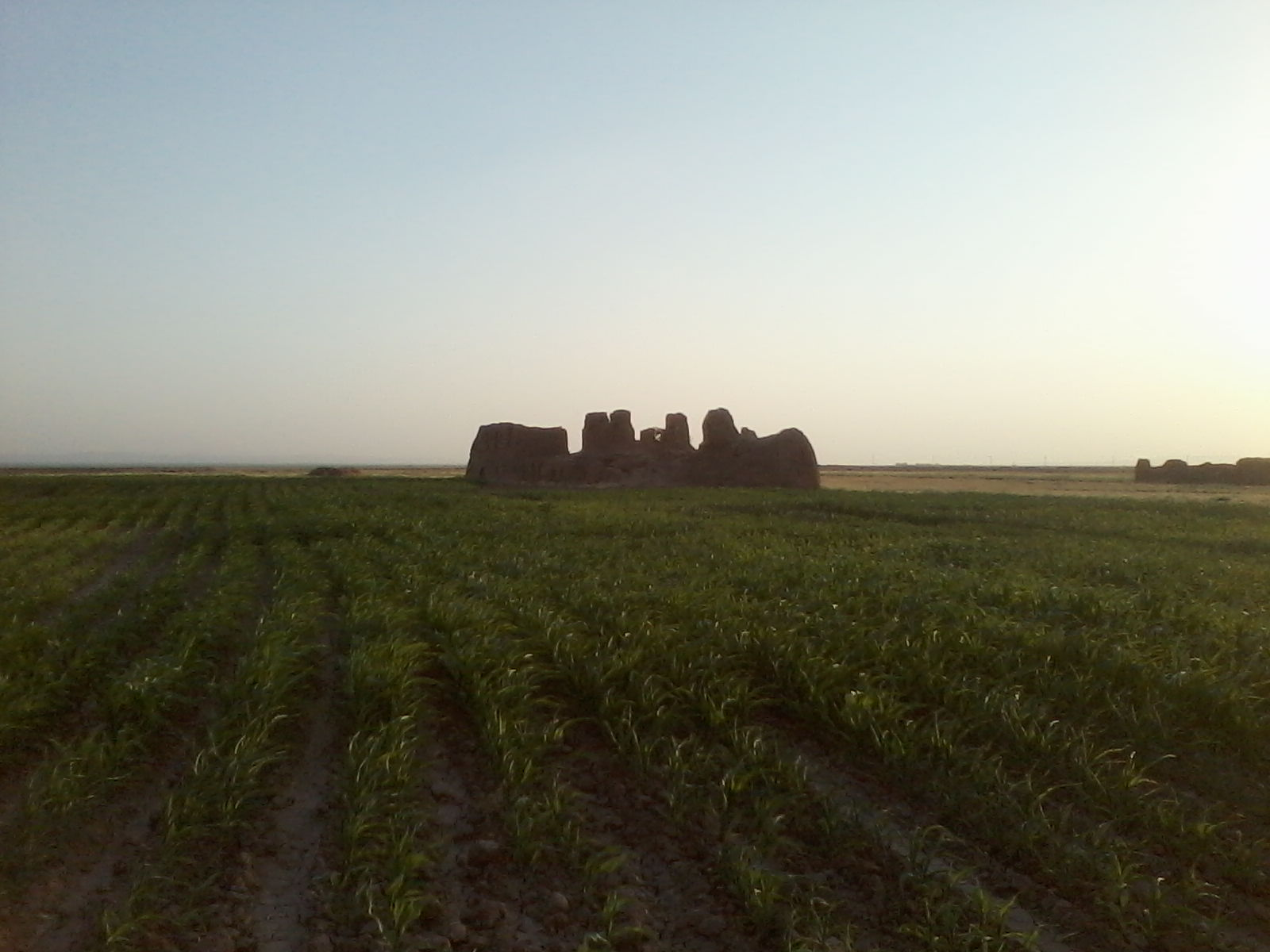
کشت و زرع